# Rondo Żegrze

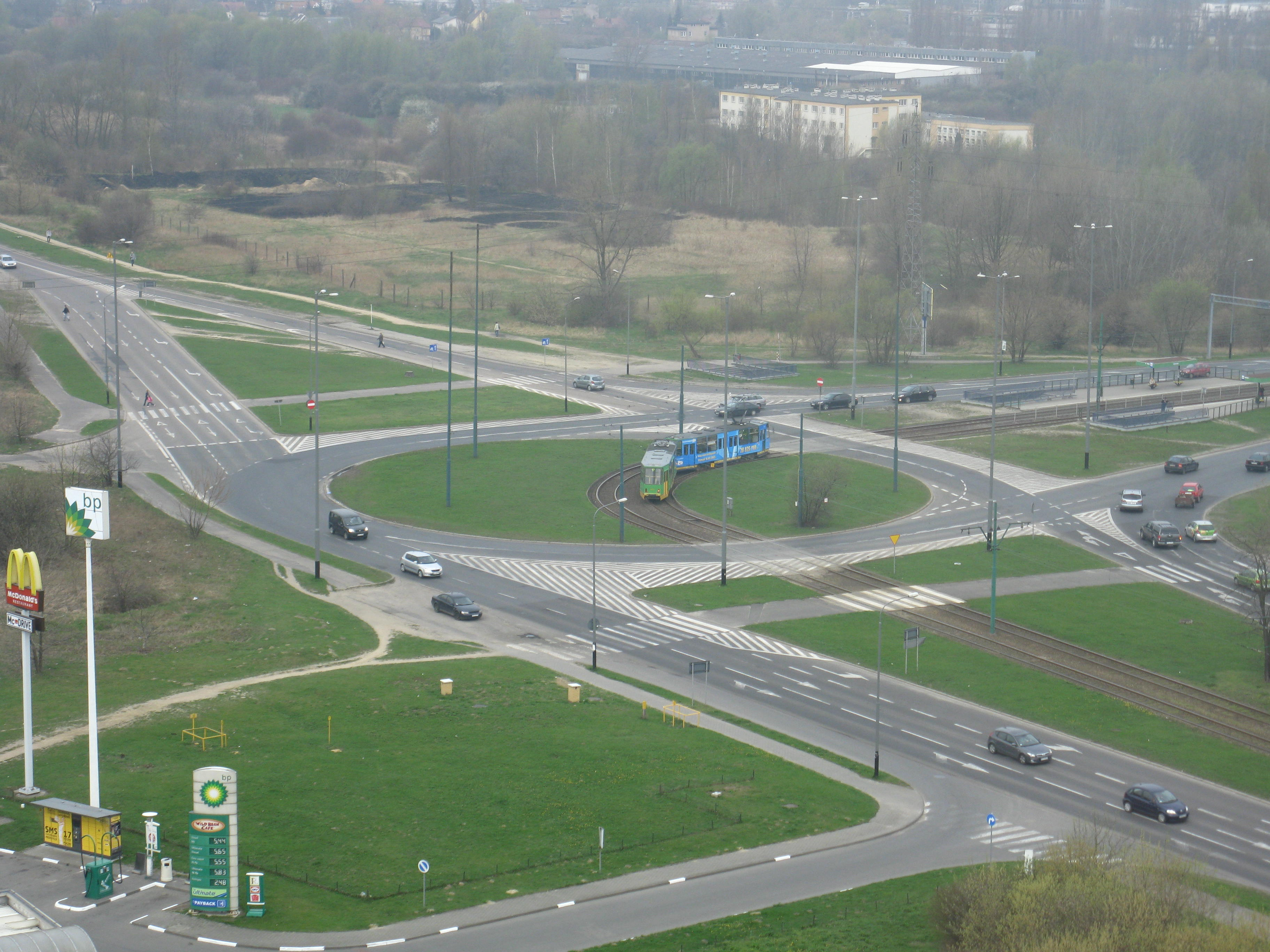
Widok z osiedla Orła Białego, przed przebudową (2013)

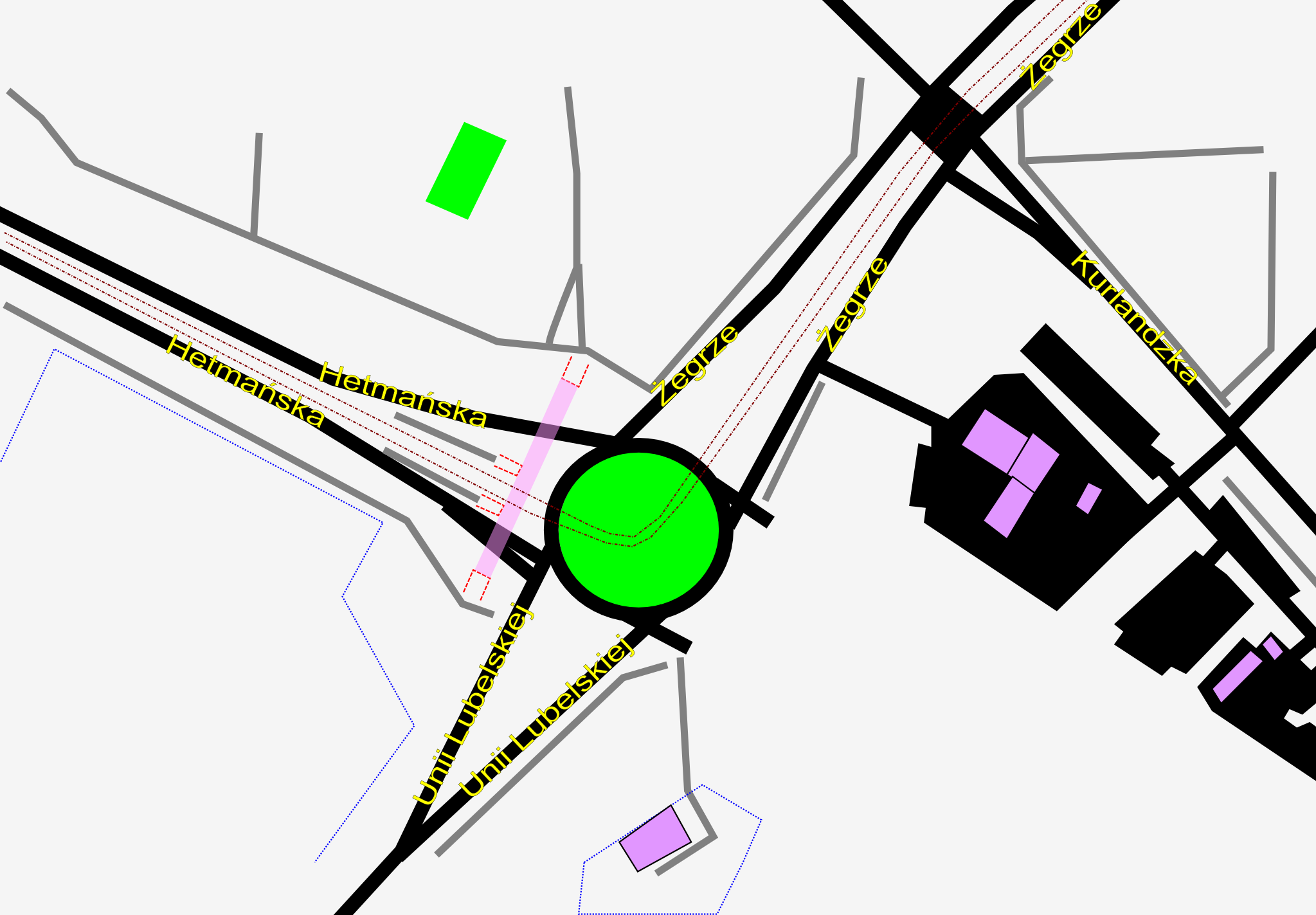
Plan ronda i okolic, sprzed przebudowy

Rondo Żegrze – rondo w Poznaniu, znajdujące sie na pograniczu obszarów Systemu Informacji Miejskiej Żegrza, Rataj, a dokładniej jego podobszaru Osiedla Armii Krajowej i Starołęki Małej. Jest skrzyżowaniem ulic Hetmańskiej, Żegrze i Unii Lubelskiej.

## Historia
Rondo powstało w 1986 w wyniku przedłużenia ulicy Jedności Słowiańskiej (obecnie ul. Żegrze) do skrzyżowania ulic Hetmańskiej i Unii Lubelskiej. Planowane było włączenie do ronda czwartej ulicy – dojazdu do obwodnicy miasta (planowana ulica Obodrzycka), jednak plany te nie zostały zrealizowane. W przyszłości tę funkcję ma pełnić III rama komunikacyjna, a rondo nadal ma pełnić funkcję łącznika – dojazdu do II oraz III ramy komunikacyjnej z osiedli Górnego Tarasu Rataj.
Przez rondo przebiega trasa tramwajowa zwana [trasą przez] Górny Taras Rataj (GTR) (skręt z ul. Żegrze w Hetmańską). Została uruchomiona 30 sierpnia 1985.
Do 2019 roku rondo jako jedyne z większych w Poznaniu nie było wyposażone w sygnalizację świetlną.
W 2018 roku rozpoczęła się przebudowa ronda w ramach inwestycji przebudowy trasy tramwajowej przez tzw. Górny Taras Rataj. Prace miały potrwać do połowy 2019 roku. Ich następstwem są m.in. znaczna zmiana geometrii ronda, naziemne przejście dla pieszych przez ulicę Hetmańską, w miejscu wcześniej istniejącego podziemnego oraz nowe rozjazdy łączące wjazd tramwajom na trasę do ulicy Falistej. Ostatecznie prace zakończyły się na początku września 2019 roku, wraz z otwarciem zmodernizowanej trasy tramwajowej w ciągu ulicy Żegrze.

### Opisane obiekty w pobliżu
- osiedle Armii Krajowej
- osiedle Orła Białego
- Poznańska Fabryka Maszyn Żniwnych „Agromet”
- na zachód (950 m): Rondo Starołęka
- Fort II Twierdzy Poznań
- fabryka Wrigley Company